# Helge Tramsen
Helge Andreas Boysen Tramsen (født 30. august 1910 i København, død 1. april 1979) var en dansk retsmediciner, der under besættelsen blev beordret til at undersøge Massakren i Katynskoven. Senere virkede han som læge. Han var også modstandsmand.

## Virke

### Retsmediciner og udsendt til Katyn
Han var søn af tømmerhandler Andreas Tramsen (død 1932) og hustru, kommunelærerinde Helga født Henriksen (død 1933), blev student fra Vestre Borgerdydskole 1929 og tog medicinsk eksamen 1936. Tramsen blev reservelæge i Søværnet samme år og gennemgik almindelig hospitalsuddannelse 1937-40. 1941 blev han prosektor og videnskabelig assistent ved Retsmedicinsk Institut og var medlem af den internationale videnskabelige kommission 1943 til undersøgelse af Katyndrabene. Oprindeligt var det den danske professor Knud Sand, der skulle have været af sted til Katyn. Han overlod imidlertid opgaven til sin unge assistent, som blev stærkt mærket af den uhyggelige retmedicinske opgave. I 1962 gav han sit eneste interview om hændelsen til Radio Free Europe.

### Modstandsarbejde og fængsling
Samtidig var Tramsen modstandsmand i Holger Danske. 28. juli 1944 blev han arresteret af Gestapo, indsat i Shellhuset og udsat for tortur af Ib Birkedal Hansen og kom derfra til Vestre Fængsel og dernæst i Frøslevlejren. 21. april 1945 blev han løsladt.

### Efter krigen
Ved sin anholdelse i 1944 havde han mistet sit job som prosektor. Da han afslørede at Stalin og dermed Kommunisterne stod bag Katynmassakren havde han svært ved at få sit gamle job tilbage. Danmarks Kommunistiske Parti havde dengang stor politisk indflydelse i Danmark.
I stedet blev han reservekirurg ved Københavns Militærhospital 1945-47 (hvor han også havde arbejdet 1944) og 1. assistent ved Københavns Kommunehospital, kirurgisk poliklinik 1945. 1947 blev han overlæge i Søværnet og var stabslæge i Forsvarets Lægekorps 1959-73. Han kom i nummer i reserven 1974.
Han var også korpslæge ved Københavns Brandvæsen 1955-70, praktiserende læge ved københavnske sygekasser 1947, lærer ved Danmarks Højskole for Legemsøvelser, tillidslæge for Arbejdernes Samariterforbund 1940 og personalelæge ved A/S De forenede Vagtselskaber 1966.

### Jutlandia
Helge Tramsen var hospitalschef på hospitalsskibet Jutlandia i Koreakrigen 1953.

## Tillidshverv
Han var medlem af repræsentantskabet for Foreningen af Yngre Læger 1936-46, formand for Danske militærlægers organisation 1953-68, for Danske bedriftslægers organisation 1955 og for Dansk Militærmedicinsk Selskab 1965-69, var censor ved Den Almindelige Danske Lægeforenings massagekursus fra 1941 og medlem af Dansk Røde Kors' førstehjælpskomité 1954.
Han blev gift 27. november 1971 med Alice M. Lind (født 31. juli 1925 i Kalundborg).

## Dekorationer
- Ridder af 1. grad af Dannebrogordenen
- Hæderstegnet for god tjeneste ved Hæren
- Jutlandia-medaljen
- Ridder af Mérite maritime
- Forenede Nationers Tjeneste Medalje (Korea)
- Korean War Service Medal
- Koreanske Presidential Ribbon
- Verdienstkreuz Österreicher Feuerwehr

## Forfatterskab
- "Oplevelser i Shell-Huset, 'Vestre' og Frøslev", Militærlægen, 51 (1945).
- Første hjælp (arbejdersamariternes lærebog), 1940 (4 udgaver).
- Ungdommens førstehjælp, 1956.
- medforfatter af værkerne: Arbejderbeskyttelsen og samaritergerning i Danmark og Lægebog for søfarende